# Noé (Yonne)
Noé ist eine französische Gemeinde mit 563 Einwohnern (Stand: 1. Januar 2022) im Norden des Département Yonne in der Region Bourgogne-Franche-Comté. Die Gemeinde gehört zum Arrondissement Sens und zum Kanton Brienon-sur-Armançon (bis 2015: Kanton Sens-Sud-Est). Die Einwohner werden Noésiens genannt.

## Geographie
Noé liegt zehn Kilometer ostsüdöstlich des Stadtzentrums von Sens. Umgeben wird Noé von den Nachbargemeinden Malay-le-Petit im Norden und Nordwesten, Les Vallées de la Vanne im Osten, Vaumort im Osten und Südosten, Les Bordes im Süden sowie Malay-le-Grand im Westen.

## Bevölkerungsentwicklung
| 1962                      | 1968 | 1975 | 1982 | 1990 | 1999 | 2006 | 2013 |
| ------------------------- | ---- | ---- | ---- | ---- | ---- | ---- | ---- |
| 197                       | 200  | 233  | 274  | 344  | 427  | 433  | 489  |
| Quelle: Cassini und INSEE |      |      |      |      |      |      |      |

## Sehenswürdigkeiten
- Menhir Le Haute-Borne, Monument historique seit 1939
- Polissoir Les Fainéants (Stein mit Wetzrillen), Monument historique seit 1939
- Kapelle

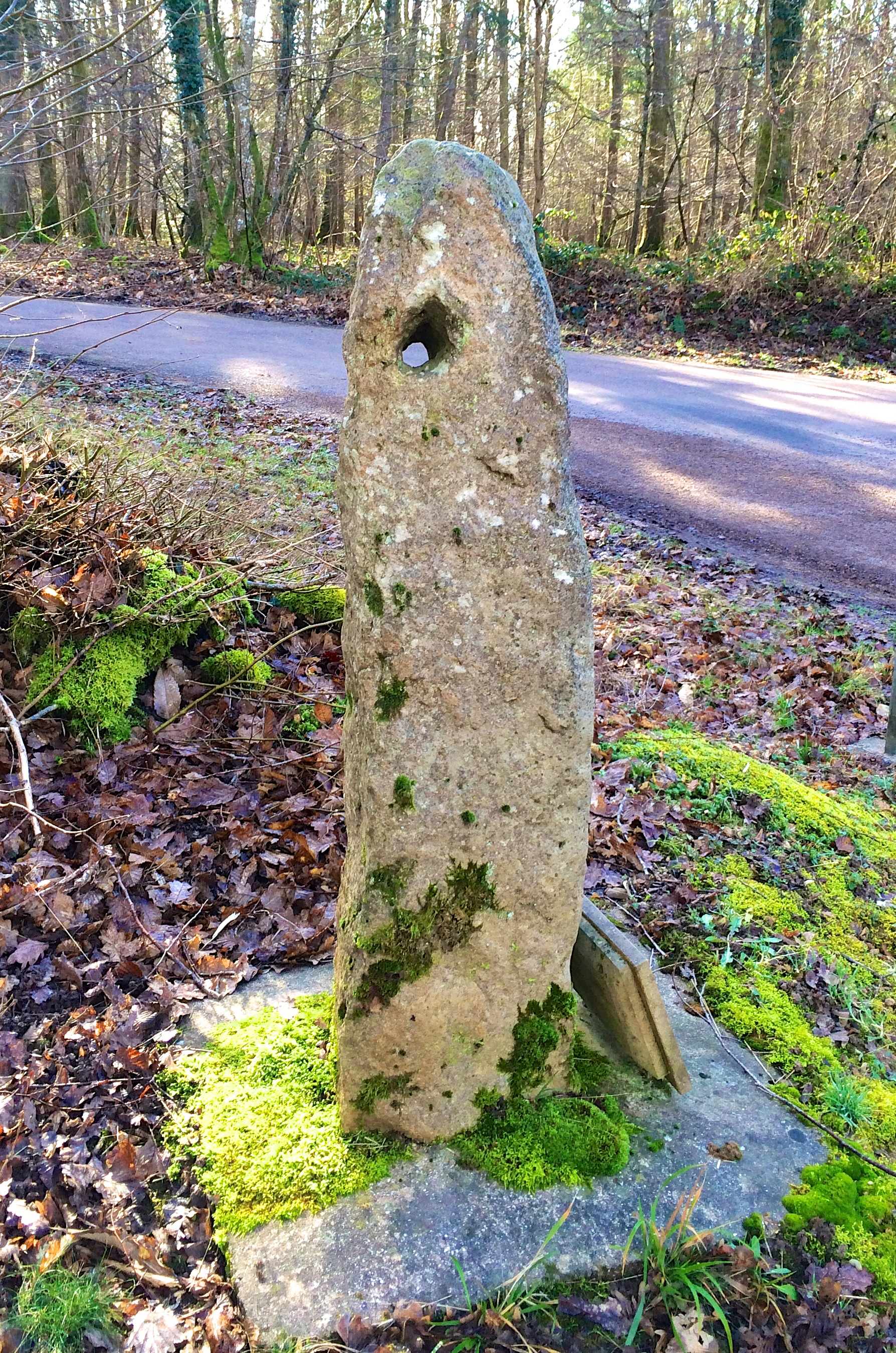
Menhir Le Haute-Borne
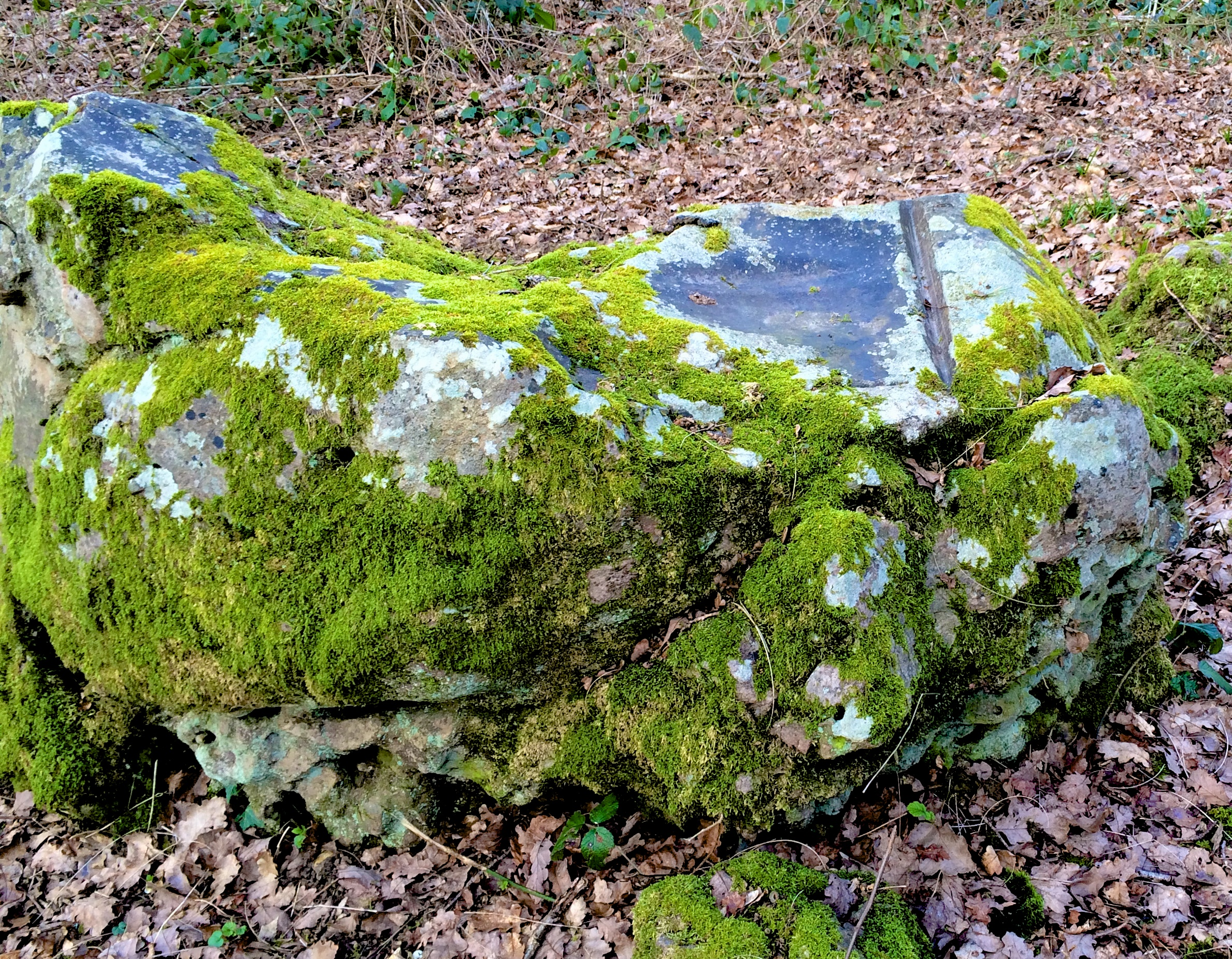
Polissoir des Fainéants Monument historique seit 1938
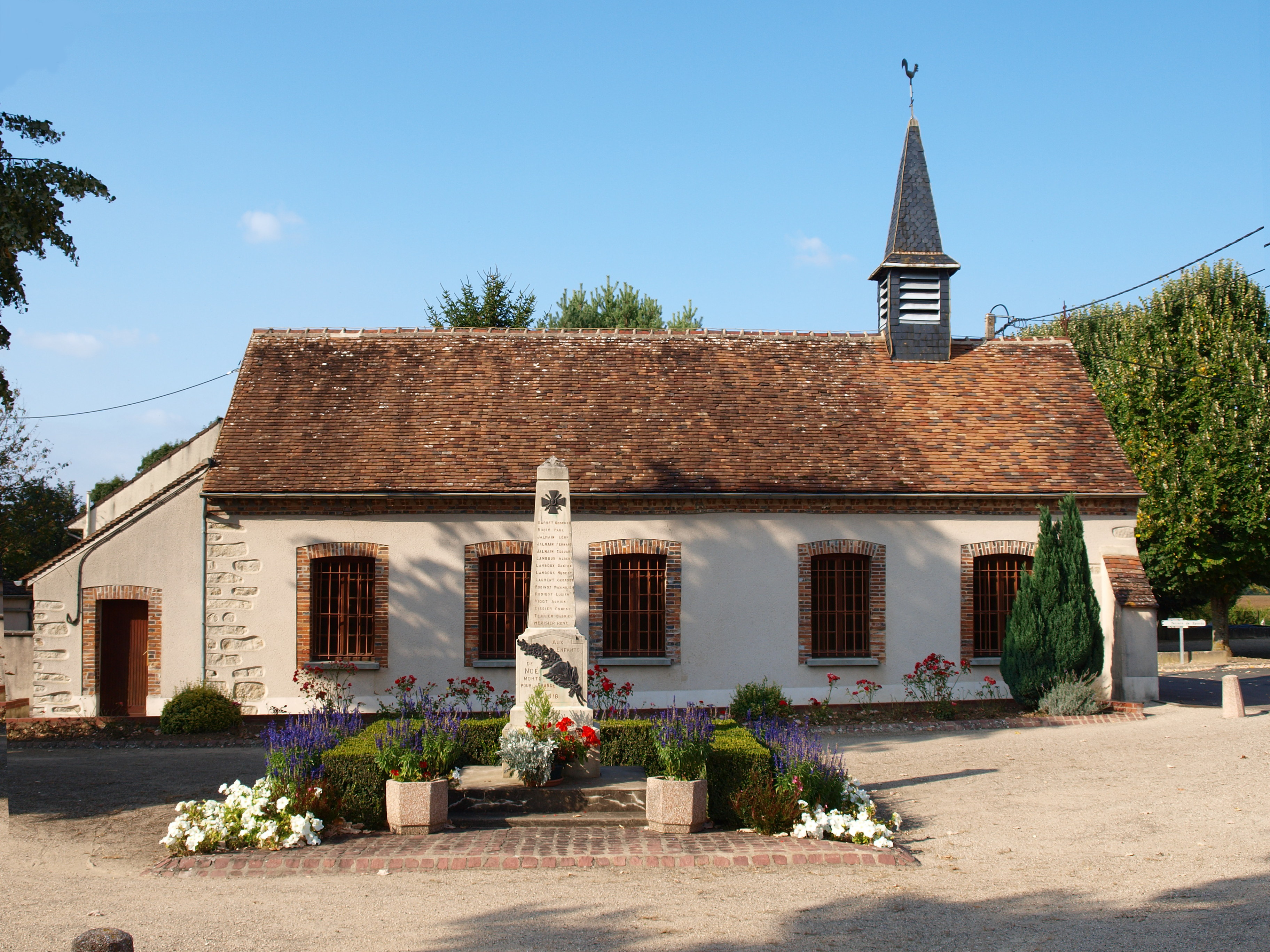
Kapelle